# 土井利剛
土井 利剛（どい としかた）は、江戸時代中期の下総国古河藩の世嗣。官位は従五位下・遠江守。

## 略歴
5000石を領した大身旗本・久世広武の四男。母は五井松平忠根の娘。
古河藩主・土井利里の養子となり、明和2年（1765年）に10代将軍・徳川家治に初御目見し叙任する。しかし、家督相続以前の安永2年（1773年）に死去した。
代わって、川越藩から利建（松平朝矩の長男）が養子に入り嫡子となった。

## 系譜
- 父：久世広武
- 母：松平忠根（五井松平家）の娘
- 養父：土井利里（1722-1777）
- 室：不詳
  - 女子：土井利里養女 - 青山忠裕正室
  - 女子：三保子 - 土井利里養女、土井利国正室、のち本多忠奝継室、のち五島盛運継室